# Patricia Wartusch
 Patricia Wartusch  (n. 5 de agosto de 1978) es una extenista austriaca. Alcanzó su mejor posición en el escalafón mundial en individuales en el año 2000 cuando fue n.º 65 del mundo. Ha obtenido 2 títulos de la WTA en individuales y seis en dobles.
Ganó tres Torneos Austriacos juveniles en línea: 1992, 1993 y 1994.

## Individuales (2)
| Leyenda (Individuales) |
| Grand Slam (0)         |
| Torneso del Tour (0)   |
| Tier I (0)             |
| Tier II (0)            |
| Tier III (0)           |
| Tier IV/V (2)          |

| No. | Fecha                 | Torenos               | Superficies   | Oponente en la final | Marcador      |
| 1.  | 13 de febrero de 2000 | Bogotá, Colombia      | Tierra batida | Tathiana Garbin      | 4–6, 6–1, 6–4 |
| 2.  | 14 de julio de 2002   | Casablanca, Marruecos | Tierra batida | Klára Zakopalová     | 5–7, 6–3, 6–3 |

## Finalista en Individuales (1)
- 1999: San Paulo (perdió ante  Fabiola Zuluaga) 7–5, 4–6, 7–5

## Dobles (6)
| Leyenda         |   |
| Grand Slam      | 0 |
| Campeonatos WTA | 0 |
| Tier I          | 0 |
| Tier II         | 0 |
| Tier III        | 3 |
| Tier IV & V     | 3 |

| Resultado | No. | 'Fecha              | Torneo              | Superficie    | Pareja               | Oponentes                           | Marcador            |
| Ganadora  | 1.  | 1999                | Taskent, Uzbekistán | Tierra batida | Evgenia Kulikovskaya | Eva Bes-Ostariz Gisela Riera-Roura  | 7-6 (3), 6-0        |
| Ganadora  | 2.  | 17 de junio de 2001 | Taskent, Uzbekistán | Tierra batida | Petra Mandula        | Tatiana Perebiynis Tatiana Poutchek | 6–1, 6–4            |
| Ganadora  | 3.  | 16 de junio de 2002 | Viena, Austria      | Tierra batida | Petra Mandula        | Barbara Schwartz Jasmin Wöhr        | 6–2, 6–4            |
| Ganadora  | 4.  | 14 de julio de 2002 | Viena, Austria      | Tierra batida | Petra Mandula        | Gisela Dulko Conchita Martínez      | 6–2, 6–1            |
| Ganadora  | 5.  | 13 de abril de 2003 | Estoril, Portugal   | Tierra batida | Petra Mandula        | Maret Ani Emmanuelle Gagliardi      | 6–7(3), 7–6(3), 6–2 |
| Ganadora  | 6.  | 4 de mayo de 2003   | Bol, Croacia        | Tierra batida | Petra Mandula        | Emmanuelle Gagliardi Patty Schnyder | 6–3, 6–2            |